# Stef Aerts
Stef Aerts (Turnhout, 22 november 1987) is een Vlaams acteur. Hij maakt deel uit van het theatergezelschap FC Bergman.

## Levensloop
Aerts groeide op in Beerse. Hij studeerde in 2009 af aan het Herman Teirlinck Instituut. Eerder had hij al gastrollen vertolkt in de film TBS en de televisieseries Rupel, De Kavijaks, Sara, Vermist, LouisLouise, Witse en De Rodenburgs. Hij had ook verschillende hoofdrollen in volgende musicals: Zorrino in Kuifje: De Zonnetempel in 2001, Pinokkio in Pinokkio in 2000, Kleine Robin in Robin Hood in 2001 en Kleine Jonathan in Doornroosje in 2002. Hij liep stage in het theater bij Toneelgroep Amsterdam.
Met FC Bergman trok hij onder meer rond met Wandelen op de Champs-Elysées met een schildpad om de wereld beter te kunnen bekijken, maar het is moeilijk thee drinken op een ijsschots als iedereen dronken is, een van de stukken van de Officiële Juryselectie van het Nederlands Theaterfestival. Andere producties waren De thuiskomst, FOYERdeLUXE, Adams appels, Het verjaardagsfeest, Het land Nod en 300EL X 50EL X 30EL.
In 2010 had hij een hoofdrol in de Vlaamse langspeelfilm Adem van Hans Van Nuffel en Smoorverliefd van Hilde Van Mieghem. In 2012 was hij te zien in Zone Stad en Code 37. In 2016 had hij een hoofdrol in Belgica van Felix Van Groeningen en in de serie Callboys van Jan Eelen. In 2017 vertolkte hij "Tincke" in De Bende van Jan de Lichte, een serie gebaseerd op de roman van Louis Paul Boon over Jan de Lichte.
Aerts is de partner van Marie Vinck. Zij kregen op 12 maart 2017 samen hun eerste kind, een dochter.

## Erkenning
Hij werd op CinémaScience in Bordeaux en op het Internationaal filmfestival van Amiens tweemaal gelauwerd als beste acteur voor zijn rol in Adem. In 2017 won hij samen met Bart Hollanders, Matteo Simoni en Rik Verheye op het Festival international des programmes audiovisuels de Biarritz de FIPA d'or als Beste Acteurs in een televisieserie voor hun rol in Callboys. Hij werd ook reeds tweemaal genomineerd voor een Ensor Beste Acteur. In 2011 voor zijn rol in Adem, in 2016 voor zijn rol in Belgica.
In 2024 won hij de Ensor voor Beste Hoofdrol (film) in ‘Wil’.

## Filmografie

### Film
| Jaar | Film               | Notities      |
| ---- | ------------------ | ------------- |
| 2010 | Adem               | Tom Van Dam   |
| 2010 | Smoorverliefd      | Fré           |
| 2011 | Groenten uit Balen | Arnout        |
| 2014 | Welp               | Peter (Baloo) |
| 2016 | Belgica            | Jo            |
| 2023 | WIL                | Wilfried Wils |

### Televisieseries
| Jaar      | Serie                      | Notities                                  |
| --------- | -------------------------- | ----------------------------------------- |
| 2004      | Rupel                      | Vic                                       |
| 2006      | Witse                      | Patrick Wynants (seizoen 4, aflevering 7) |
| 2006-2007 | De Kavijaks                | Roger (Bolle) Vantorre                    |
| 2008      | Vermist                    | Sander (Seizoen 1, aflevering 3)          |
| 2008      | Sara                       | Mathias                                   |
| 2009      | LouisLouise                | Jens (seizoen 1, aflevering 136)          |
| 2009-2010 | De Rodenburgs              | Bas                                       |
| 2010      | Witse                      | Jonas Hoste (seizoen 7, aflevering 4)     |
| 2012      | Kiekens                    | Bart Bastyns (Barabas)                    |
| 2012      | Code 37                    | Tom Stijnen                               |
| 2012      | Zone Stad                  | Raf Van Paesen                            |
| 2014      | Cordon                     | Lars                                      |
| 2014      | In Vlaamse velden          | Karel Tavernier                           |
| 2016      | Callboys                   | Seizoen 1 als Wesley Biets                |
| 2018      | De Bende van Jan de Lichte | Francis Tincke                            |
| 2019      | Callboys                   | Seizoen 2 als Wesley Biets                |

## Vlaamse nasynchronisatie
- Harry Potter (filmreeks) - Harry Potter

- International Standard Name Identifier: 0000 0003 9052 140X
- Library of Congress Control Number: nb2016004883
- Nationale Bibliotheek van Israël: 987008913591805171
- Nederlandse Thesaurus van Auteursnamen: 333154320
- Système universitaire de documentation: 195240359
- Virtual International Authority File: 284199101
- WorldCat: E39PBJjMBwdvvYjvX7fmbxPbBP